# أحمد الحمصي
أحمد سليم الحمصي (1934- 2024 م) عالم لغوي ونحوي لبناني، وأديب شاعر. وهو عضو اتحاد الكتاب العرب، وعميد كلية الآداب في الجامعة العالمية.

## سيرته
ولد أحمد بن سليم الحمصي عام 1934 في مدينة طرابلس في شمال لبنان. نال شهادة علم النفس الاجتماعي من معهد العلوم الاجتماعية في بيروت عام 1963، وإجازة في اللغة العربية وآدابها عام 1970، ودبلوم الدراسات العليا من كلية الآداب في الجامعة اللبنانية عام 1977، وشهادة الدكتوراه في اللغة العربية وآدابها من جامعة القديس يوسف في بيروت عام 1982.
عمل أستاذًا لمادَّتي البلاغة وصناعة الكتابة في معهد طرابلس الجامعي للدراسات الإسلامية، وأستاذًا للنحو والصرف والأدب الإسلامي وصناعة الكتابة وفن الإلقاء في جامعة الجنان. وهو عميد كلية الآداب والعلوم الإنسانية في الجامعة العالمية في بيروت.
وهو عضو اتحاد الكتاب العرب، والمجلس الثقافي للبنان الشمالي، وعضو مؤسس في منتدى طرابلس الشعري. أحيا أمسيَّات شعرية في طرابلس وبعض المدن العربية، ونشر بعض المقالات النقدية والقصائد الوِجدانية في عدد من الصحف والمجلات.

## مؤلفاته
1. «ابن زُمْرَك الغرناطي- سيرته وأدبه»، مؤسسة الرسالة ودار الايمان، الطبعة الأولى 1985.
2. «كتاب الاقتراح في علم أصول النحو» للسيوطي، تحقيق بالاشتراك مع الدكتور محمد قاسم، دار جَرُّوس، الطبعة الأولى 1988.
3. «شرح ابن عقيل على ألفية ابن مالك»، تحقيق بالاشتراك مع الدكتور محمد قاسم، دار جَرُّوس، الطبعة الأولى 1990.
4. «الفروق اللغوية» لأبي هلال العسكري، تحقيق دار الإنشاء.
5. «ديوان ابن زُمْرَك الغرناطي»، جمع وشرح وتقديم، دار جَرُّوس.
6. مجموعة شعرية بعنوان «عينيك أمتشق»، دار الإنشاء.
7. «ظلال البحر» شعر، اتحاد الكتاب العرب، دمشق 1992
8. «قطوف من العربية»، دار ابن حزم للطباعة والنشر 1997.
9. «معجم المصطلحات الإسلامية».

## وفاته
توفي أحمد سليم الحمصي في طرابلس يوم الخميس 2 شوال 1445هـ الموافق 11 أبريل (نَيْسان) 2024م، وصُلِّي عليه بعد صلاة العصر في جامع طينال، ودُفن في مدافن باب الرمل.

ورقة نعي أحمد سليم الحمصي

## وصلات خارجية
- د.أحمد سليم الحمصي - تراجم أعضاء اتحاد الكتاب العرب في سورية والوطن العربي - الطبعة الرابعة 2000